# IEEE 1667
IEEE 1667 («Стандартный протокол аутентификации при подключении съемных устройств хранения данных») является опубликованным и поддерживаемым IEEE, в котором описаны различные способы аутентификации съемных устройств хранения данных, такие как USB флэш-диски, когда они подключаются к компьютеру.
Поскольку спецификация носит универсальный характер, это означает, что решения с поддержкой IEEE 1667 будут платформенно-независимыми.

## Реализации
Windows 7 и Windows Server 2008 R2 поддерживает новый стандарт IEEE 1667, который Microsoft называет «Enhanced Storage».